# オバ・フェミ
アイザック・オドゥベサン（Isaac Odugbesan, 1994年8月1日 - ）は、ナイジェリアのラゴス州ラゴス出身のプロレスラー。WWEにてオバ・フェミ（Oba Femi）のリングネームで所属。

## 経歴

### WWE
2021年12月8日にWWEと契約し、WWEパフォーマンスセンターに配属された。2022年11月18日のNXTレベルアップにてオバ・フェミのリングネームでデビューを果たす。ダンテ・チェンと対戦するも敗北した。2023年4月25日のスプリング・ブレイキンでオロ・メンサーを破った。2023年12月にNXTブレイクアウトトーナメントに出場。予選では、マイルズ・ボーンを破り準決勝に進んだ。準決勝では、レクシス・キングを破って決勝に進出。NXTニューイヤーズ・イビルでは、決勝でライリー・オズボーンを破り優勝した。翌週のNXTでNXT北米王座のドラゴン・リーを破り、史上最年少のNXT北米王座となった。1月16日、オバ・フェミはセグメントを行い「俺は生まれた時から大きく、強かった。生まれながらのリーダーだ。だからドラゴン･リーを倒した」と言うと、ドラゴン･リーが現れヴェンジェンス・デイでのリマッチを要求するが拒否。しかし、「検討はしておく」と言い放った。1月23日のNXTでドラゴン・リー対スクリプトの試合後、フェミが現れ、2月のヴェンジェンス・デイでドラゴン･リーに挑戦させてやると返答する。2月4日のヴェンジェンス・デイでドラゴン・リーと再戦を行い、王座防御に成功した。
2024年9月、ノー・マーシーでトニー・ディアンジェロに対しNXT北米王座の防衛戦を行い、勝利を収めた。2025年4月、スタンド&デリバーのメインイベントにて3way形式でNXT王座の防衛戦を行った。フェミはピンフォール勝ちし、王座防衛に成功した。5月、バトルグラウンドでマイルス・ボーンと対戦。ピンフォール勝ちし王座防衛に成功した。

## 獲得タイトル
WWE
- NXT王座：1回
- NXT北米王座：1回[7]
- NXTブレイクアウトトーナメント優勝：1回

## 入場曲
- Hype Machine 現在使用中
- Creepshow